# Fortezza di Anevo

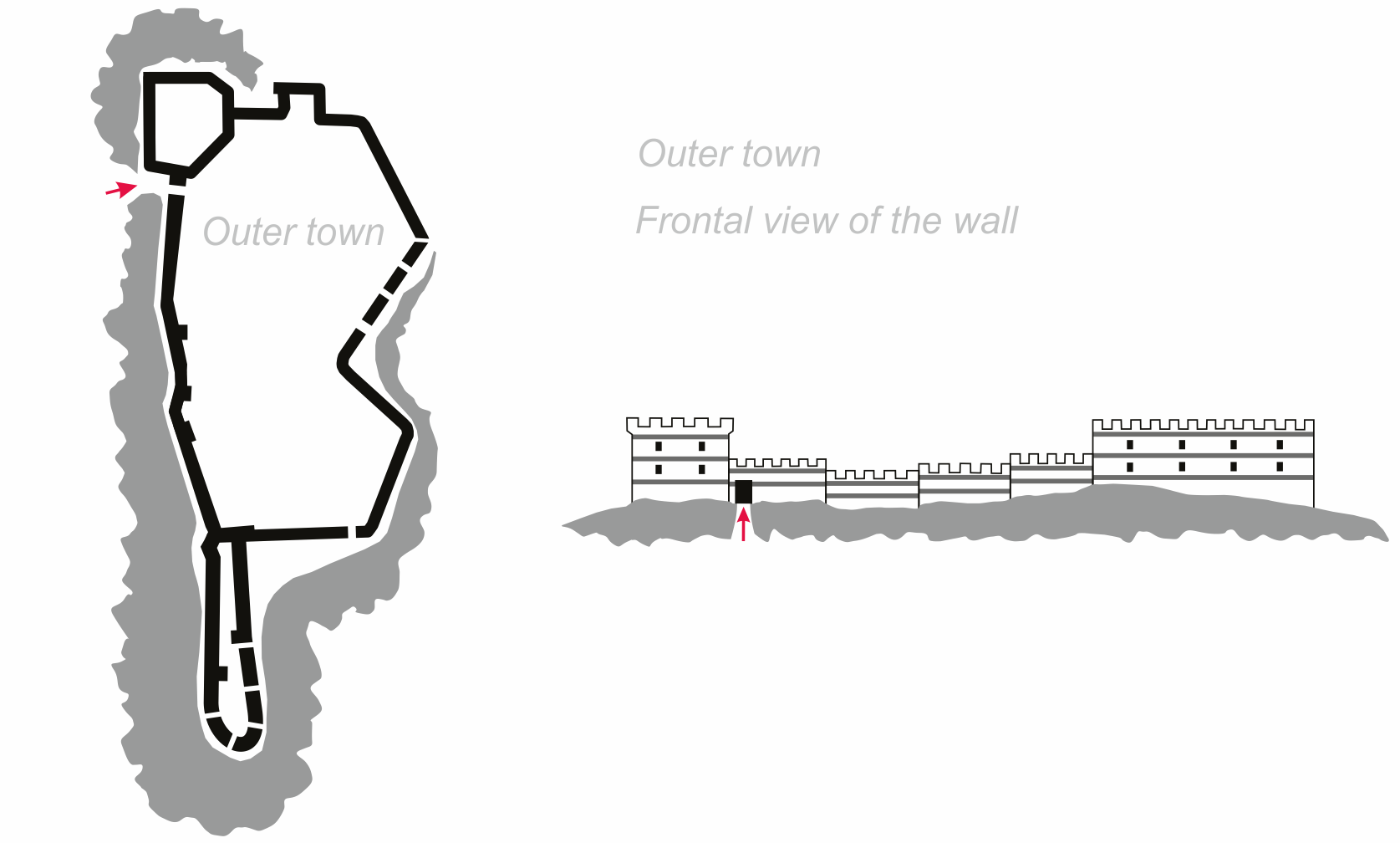
Planimetria dell'antica fortezza di Anevo (o di Kopsis).

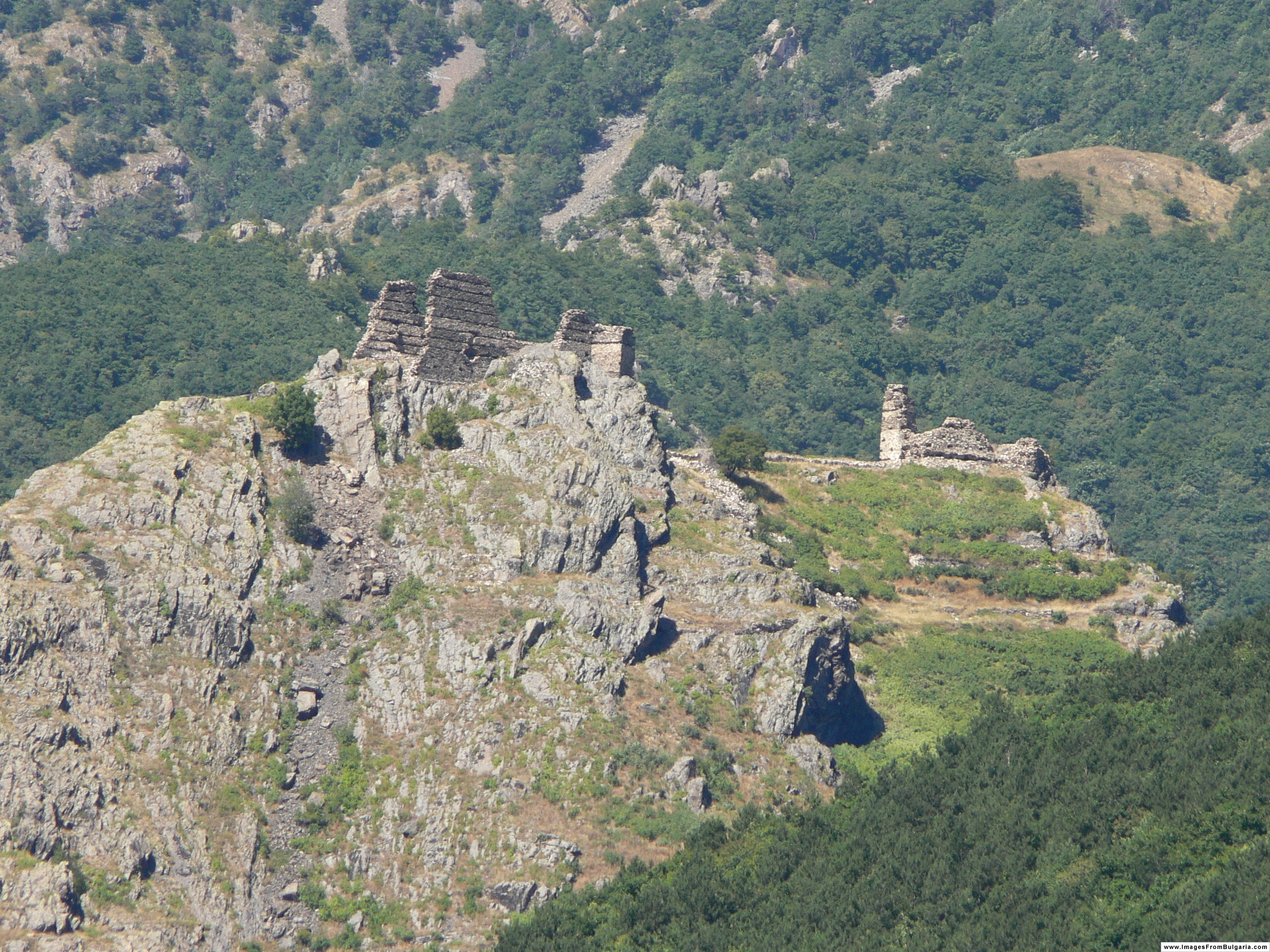
Vista dall'alto di quel che rimane della fortezza.

La fortezza di Anevo (in bulgaro: Аневско кале, Anevsko kale) o di Kopsis (Копсис) è una fortezza medievale situata nella Bulgaria centrale, le cui rovine sono situate in particolare a circa 3 km dal villaggio di Anevo, nel comune di Sopot, all'interno del distretto di Plovdiv. Costruita nella prima metà del dodicesimo secolo, la fortezza si trova sulla cima di una ripida collina ai piedi del versante meridionale dei Monti Balcani, non lontano dal fiume Strjama. Alla fine del tredicesimo secolo, la fortezza è stata la capitale di un regno quasi indipendente e di breve durata, al comando dei fratelli dello zar Smilec di Bulgaria, Voysil e Radoslav.

## Storia e descrizione
I primi insediamenti presenti attorno alla collina dove è situato ciò che rimane della fortezza di Anevo risalgono a non più tardi del terzo secolo a.C.. Nel luogo sono presenti resti evidenti di abitazioni risalenti alla dominazione romana (dal primo al quarto secolo d.C.), ai primi periodi dell'impero Bizantino (dal quinto al sesto secolo d.C.) e al Secondo Impero Bulgaro (dall'undicesimo al quattordicesimo secolo). La struttura ha raggiunto il suo momento di massimo splendore proprio durante quest'ultimo periodo e in particolare nell'ultimo quarto del tredicesimo secolo, quando, sotto il dominio dei due boiardi Voysil e Radoslav, esso divenne capitale di un regno quasi indipendente. Il territorio del reame comprendeva i possedimenti terrieri dei due fratelli rinnegati dello zar Smilec, posti tra i Monti Balcani e la catena degli Antibalcani (o Sredna Gora), che si estendevano approssimativamente dall'estremità occidentale dell'odierna cittadina di Sliven al villaggio medievale di Kopsis.
La fortezza di Anevo era composta da una cittadella, circondata da mura difensive e torri. L'intera fortezza occupava un'area di circa 7000-8000 m² di cui circa 5 000 occupati dalla cittadella e da altri resti archeologici, la parte non fortificata aveva una superficie di circa 1000 m², così come un monastero con altre costruzioni adiacenti ad esso. Si ritiene che, in totale, la fortezza di Anevo avesse otto torri difensive, a pianta rettangolare o poligolane e dall'altezza che arrivava fino a 12 m, di cui però solo alcune si sono preservate fino ai giorni nostri.
La parte meglio conservata della fortificazione è la parte occidentale della sua cinta muraria, lunga circa 110 m, con uno spessore massimo di 1,65 m e comprendente una torre ad ogni estremità. Le mura furono costruite utilizzando la tecnica chiamata emplèkton o opus emplectum, utilizzando pietre locali e pietre di fiume legate insieme grazie a della malta. Le costruzioni residenziali facenti parte della cittadella furono costruite in pietra e malta e, salvo qualche rara eccezione, erano quasi tutte ad un solo piano. Gli scavi effettuati nel sito hanno portato alla luce, oltre a vasellame vario, anche i resti di quattro chiese, due all'interno e due all'esterno della cittadella, una delle quali ha mantenuto alcune tracce di affreschi e pavimentazioni medievali.

## Curiosità
Il ghiacciaio Kopsis, nella regione antartica della Terra di Ellsworth, è stato così chiamato dalla Commissione bulgara per i toponimi antartici in onore del villaggio che sorgeva attorno alla fortezza.